# ADRIFT
ADRIFT, Adventure Development & Runner - Interactive Fiction Toolkit, är ett Windowsprogram skrivet av Campbell Wild som används för att skapa så kallad interaktiv fiktion eller textäventyr. Programmets största fördel jämfört med andra programspråk är det faktum att man som författare inte behöver kunna programmera. Istället kan man snabbt börja skriva sitt eget spel och sprida det.